# Popiół i kurz
Popiół i kurz. Opowieść ze świata Pomiędzy – powieść fantastyczna (dark, urban fantasy) autorstwa Jarosława Grzędowicza nagrodzona Nagrodą im. Janusza Zajdla w kategorii powieść za rok 2006.
Książka stanowi kontynuację opowiadania Obol dla Lilith opublikowanego w antologii Demony (Fabryka Słów, 2004). Zostało ono także wydane razem z powieścią jako jej prolog.
Książka otrzymała w większości pozytywne recenzje, a wielu recenzentów chwaliło tło powieści – świat cieni Pomiędzy, gdzie trafiają dusze w drodze od śmierci do tego, co leży dalej.

## Wydanie
Powieść została wydana w 2006 przez Fabrykę Słów, kolejne wydania nakładem tego samego wydawnictwa ukazały się w 2010, 2012, 2015 i 2021. W 2010 powieść przetłumaczono na j. czeski (jako Popel a prach). W 2016 nakładem audioteka.pl ukazała się w postaci audiobooka, czytanego przez Macieja Kowalika.

## Fabuła
Powieść przedstawia historię anonimowego bohatera (znanego innym, i czytelnikom, tylko pod pseudonimami takimi jak Przewoźnik), w świecie rzeczywistym etnologa i wykładowcy na uniwersytecie, który pełni także rolę przewodnika dusz, podobnie jak mityczny Charon, prowadząc je przez tajemniczy świat Pomiędzy. W zamian za to otrzymuje od zmarłych obole w postaci przydatnych informacji, np. o skarbach ukrytych w świecie rzeczywistym. W tej przestrzeni każdy przedmiot, myśl i emocja posiada swoje Ka – pewnego rodzaju aurę, odzwierciedlenie świata rzeczywistego. Złe myśli mogą przybierać formę demonów. Osoby, które trafiają do tego miejsca, najprawdopodobniej zginęły nagłą śmiercią, choć mogą tego nie być świadome. Nieliczni potrafią świadomie przejść do świata Pomiędzy i zachować w nim swoją materialność oraz siłę, zamiast stać się jedynie widmami.
Główna oś akcji koncentruje się wokół tajemniczej śmierci przyjaciela głównego bohatera, jezuity, mnicha Michała, i zakonników zwanych spinofratrami albo Bractwem Cierni. W utworze jest też wątek romantyczny w postaci młodej wiedźmy, Patrycji.

## Wydanie
Powieść została wydana w 2006 przez Fabrykę Słów, kolejne wydania nakładem tego samego wydawnictwa ukazały się w 2010, 2012, 2015 i 2021. W 2016 nakładem audioteka.pl ukazała się w postaci audiobooka, czytanego przez Macieja Kowalika.

## Odbiór i analiza
Książkę w 2006 r. zrecenzował Krzysztof Głuchowski dla „Czasu Fantastyki”. Głuchowski za jedną z największych zalet książki uznał bohatera, wzorowanego na modelu chandlerowskim, pisząc, że „Grzędowicz... sprezentował nam coś, czego w fantastyce często brakowało nawet u mistrzów gatunku - barwnego i wymownego protagonistę z krwi i kości”. Obok wyrazistej postaci głównego bohatera, recenzent pochwalił też poetyckie opisy „świata Pomiędzy”. Skrytykował natomiast fabułę jako chaotyczną, na końcu pośpiesznie zamkniętą metodą deus ex machina, co recenzent uznał za „wyraźny ślad pośpiechu autora i zaniedbania fazy planowania”. Krytycznie odniósł się także do zjawiska, które opisał jako „brzydki, młodzieżowy szpan” widoczny w ubiorze i pewnych manieryzmach bohaterów, uwypuklony „młodzieżowymi, fanowskimi, infantylnemi” ilustracjami rysownika „malującego z nastoletnim rozmachem i nonszalancją”, przedstawiające tematykę takie jak „naga panna... lewituje z odkrytym i rozwartym kroczem nad pentagramem”. W podsumowaniu uznał powieść za niezbyt oryginalną, ale i tak bardzo wysokiej klasy, porównując Grzędowicza do Szekspira polskiej fantastyki.
Dla „Nowej Fantastyki” książkę zrecenzował Jakub Winiarski. Ocenił ją pozytywnie (jako "błyskotliwą"), chwaląc "robiącą wrażenie" postać głównego bohatera, trzymającą w napięciu fabułę umiejętnie łączącą wartką akcję z udaną zagadką kryminalną, klimat świata Pomiędzy, i historyczno-etnograficzne ciekawostki.
W tym samym roku książkę zrecenzował dla portalu Katedra Tymoteusz Wronka. Recenzent uznał książkę za „świetną”, oceniając ją na 8/10. Pochwalił autora, pisząc, że jest on „mistrzem budowania nastroju”, chwaląc zarówno atmosferę (pełną „niemal namacalnej... obcości, niepokoju, zagrożenia”), jak i wartką fabułę książki. Według recenzenta, błędem byłoby zaliczanie książki do nurtu krytycznego wobec religii; książka zawiera do niej odwołania, ale według Wrony, jest w stosunku do tej tematyki neutralna. Wrona zauważył też w książce odniesienia do utworów Grzędowicza znanych z antologii Księga jesiennych demonów. Recenzent skrytykował jednak pozycję jako za krótką, co prowadzi do zbyt szybkiego rozwiązania wątków utworu.
Także w tym samym roku książkę zrecenzował dla fanzinu „Esensja” Maciej Dzierżek. Według recenzenta, powieść zaczyna się powolnie, „jak kryminał połączony z wycieczką w zaświaty”, ale szybko „przeobraża się w pełen akcji i dramaturgii thriller osadzony w fantastycznym świecie”. Warstwę kryminalną fabuły uważa za ciekawą, ale przeciętną, natomiast za mocną stronę powieści uznaje wymiar fantastyczny – oryginalnie przedstawione zaświaty. Chwali także autora za „kunszt” („Grzędowicz świetnie operuje słowem, a jego opisy są plastyczne i przemawiają do wyobraźni”), zwłaszcza „umiejętnie napisane i dynamiczne sceny akcji oraz naturalnie brzmiące dialogi”. W podsumowaniu, Dzierżek uznał pozycję za „bardzo solidne, z wprawą napisane współczesne fantasy”.
Dalej w 2006 r. książkę zrecenzował dla portalu Polter Jędrzej Bukowski. Recenzent zwrócił uwagę na charakterystyczny styl autora („lekka narracja i czasem wręcz psychologiczne wywody”); te ostatnie uznał za najlepszą część utworu, pisząc, że „największą siłą książki są... opisy z perspektywy głównego bohatera, którego komentarze niezwykle celnie oddają prawdziwość życia.”. Książkę opisał jako „niezwykle sprawnie napisaną”, podkreślając „wyśmienity nastrój grozy”, stale rosnące napięcie, doskonałe opisanie wszystkich postaci (nawet bohaterów trzecioplanowych), ciekawą „wizję świata” zaświatów (tytułowego Pomiędzy) i „świetny pomysł na fabułę”. W podsumowaniu uznał książkę za „wyjątkową”, potwierdzającą status autora jako „aktualnie jednego z najlepszych pisarzy fantastyki w Polsce”, i ocenił ją na 9,5/10.
Też w 2006 r. książkę zrecenzowała dla portalu Onet.pl Monika Frenkiel. Recenzentka uznała utwór za należący do gatunku grozy (choć nie krwawej). Samą książkę uznała za „dobry kawałek prozy”, a za jego najlepszą część, opis zaświatów (świata Pomiędzy).
Jeszcze w 2006 r. książkę zrecenzował dla portalu Gram.pl recenzent o pseudonimie JeRzy. Recenzent porównał bohatera powieści do Indiany Jonesa, z racji na jego podwójne życie (tu wykładowca uniwersytecki, tam – przewodnik zagubionych dusz). Opis świata powieści uznał za „przemyślany i intrygujący, chwaląc nastrój grozy, a także akcenty humorystyczne, zwrócił także uwagę na zręcznie napisaną scenę erotyczną, co uznał za rzadkie w polskiej fantastyce. Pozytywnie ocenił „ciekawe postacie, interesująca zagadka fabularna, emocjonująca akcja, sugestywny język”, skrytykował natomiast brak rozwiązania głównego wątku, przez co powieść wymaga kontynuacji.
W 2007 r. książkę zrecenzował dla portalu Paradoks Wojciech Doraczyński. Według recenzenta, pomysł na Pomiędzy nie jest zbyt oryginalny (Doraczyński porównał go do świata cieni – Umbry – ze świata Wilkołaka: Apokalipsy), a jego wykorzystanie, jak i wiele elementów książki, niewiele ponad przeciętne. Fabułę uznał za „kulejącą”, skrytykował też zakończenie („woła o pomstę do nieba – krótkie, zdawkowe, niewiele wyjaśniające”) i nadużywanie tytułowej frazy „popiół i kurz”. Pozytywnie natomiast ocenił język powieści („sprawny, wchodzący do głowy”), ciekawe sceny w mieście umarłych, a także postać głównego bohatera („kreacja wiarygodna i przekonująca”). Książkę w podsumowaniu opisał jako „solidne czytadło” z gatunku „lekkiej fantastyki z domieszką horroru”, ale równocześnie jako jedną ze słabszych pozycji Grzędowicza.
W 2008 Ksenia Olkusz w artykule naukowym w „Orbis Linguarum” zaliczyła powieść do nurty weird fiction; używa też terminu "fantastyka śmierci". Olkusz zanalizowała sposób, w jaki Grzędowicz przedstawia zjawiska nadprzyrodzone; zwróciła tu uwagę na sposób, w jaki Grzędowicz opisuje swoje potwory - bez szczegółów, natomiast z porównaniami do elementów kultury i popkultury takich jak obrazy Hieronima Boscha.
W 2009 r. książkę otrzymała drugą recenzję w Polterze, autorstwa Jacka Dworzyckiego. Za najmocniejszy element powieści uznał „przemyślany” świat Pomiędzy; pozytywnie ocenił także konstrukcję postaci, zarówno głównego bohatera („kolejny literacki twardziel z krwi i kości”), a także postaci drugoplanowych („pomimo wtórności... potrafią zaintrygować i budzą naszą ciekawość”). Nieco słabiej ocenił główną fabułę, jako niezbyt oryginalną („Ot, po raz kolejny natrafiamy na spisek w szeregach sług Kościoła”), ale pochwalił umiejętne łączenie wątków i wartką akcję, a także sprawne wydanie i ilustracje. W podsumowaniu recenzent uznał powieść za bardzo dobrą (ocena 9,5/10), mimo „mocno wyeksploatowanych” elementów (fabuła, postacie drugoplanowe).
W 2010 r. książką została zrecenzowana dla portalu Spider’s Web. Anonimowy recenzent tego portalu bardzo pozytywnie ocenił świat powieści („idealnie, ale i ciekawie stworzone uniwersum”), uznając je za przewyższające świat z Pana Lodowego Ogrodu Grzędowicza. Pochwalił „nagłe zwroty akcji, oraz nietypową atmosferę”, a także „doskonały styl” i „unikalne... niezwykłe pomysły”. Pozytywnie ocenił też ilustrację autorstwa Dominika Brońka. Skrytykował skromne zakończenie, niemniej uznał to za niewielki mankament, a samą książkę ocenił jako „doskonałą”.
W 2011 r, książka otrzymała drugą recenzję w Paradoksie, autorstwa Dominiki Kurek. Recenzentka książkę oceniła negatywnie, pisząc, że była ona dla niej „sporym zawodem”, i że „choć stylowi i wyobraźni autora tu również niewiele można zarzucić, to prawie wszystkie pozostałe aspekty tej powieści były mniejszym czy większym rozczarowaniem”. Powieść uznała za nazbyt podobną do Pana Lodowego Ogrodu, zwłaszcza w nawiązaniu do bardzo podobnych bohaterów i podobnego stylu (pierwszoosobowa narracja). Skrytykowała przeciętną fabułę, niezbyt wpasowaną do fantastycznego świata zarysowanego w powieści, a także niedostatek atmosfery grozy, którą według recenzentki rujnuje „typowo twardzielski bohater”. Książkę zaliczyła do słabszych pozycji gatunku urban fantasy.
W 2014 r. książką otrzymała drugą recenzję w „Esensji”, autorstwa Magdaleny Kubasiewicz. Kubasiewicz fabułę uznała za „nie nadmiernie skomplikowaną” a samą książkę, za niezbyt oryginalną, aczkolwiek wady te uznała za zrekompensowane z nawiązką przez „styl, klimat i pojedyncze elementy, dodające uroku” i ciekawe wątki poboczne. Równocześnie skrytykowała utwór jako nieco chaotycznie napisany, z wieloma wątkami, z których wiele nie jest poprawnie zakończonych. Książkę uznała za przyjemną lekturę, ale „wypadającą nieco blado” w porównaniu do innych utworów Grzędowicza.
W 2016 r. książkę (w wersji audiobooka) zrecenzował Mateusz Cyra dla portalu Głos Kultury. Recenzent pozytywnie ocenił utwór, pisząc, że jest to „powieść pisana plastycznym językiem... niezwykle złożona, pełna drobiazgów i nie ma w niej absolutnie niczego, co byłoby zbędne”. Według Cyry, jest to zarówno lekka, bawiąca fantastyka rozrywkowa, ale równocześnie jest to też „bardzo zręczne” potraktowanie klasycznego tematu filozoficzno-literackiego (śmiertelności). Recenzent pozytywnie ocenił też wersję audiobooka w wykonaniu lektora Kowalika.
W tym samym roku o książce pisała literaturoznawczyni Magdalena Szczepocka, w kontekście nawiązań do szamanizmu.

## Nagrody
Powieść została nagrodzona Nagrodą im. Zajdla w kategorii powieść za rok 2006.